# Lobelia tarsophora
Lobelia tarsophora là loài thực vật có hoa trong họ Hoa chuông. Loài này được Seaton ex Greenm. mô tả khoa học đầu tiên năm 1898.